# 奥田譲
奥田 譲（おくだ ゆずる、1883年（明治16年）9月28日 - 1979年（昭和54年）8月1日）は、大正から昭和時代の日本の水産化学者。

## 経歴・人物
東京府・奥田格の次男として三重県に生まれる。1909年（明治42年）東京帝国大学農科大学農芸化学科を卒業し、大学院に進み、1912年（大正元年）同大助教授となり、1914年（大正3年）ジャルート環礁へ学術調査のため出張する。1918年（大正7年）農学博士。その後、生物化学研究のため欧米へ渡り、帰国後の1921年（大正10年）九州帝国大学助教授、翌年教授に進み、1945年（昭和20年）総長に就任した。のち1950年（昭和25年）福岡女子大学長。日本学士院会員。

## 著作
単著
- 『水産化学』産業図書、1948年。

共著
- 『日本農学叢書. 第6』興文社、1931年。
- 『自然科学叢書. 第12編』日本評論社、1933年。
- 『水産食品製造化学』恒星社厚生閣、1950年。